# 九十九本目の生娘
『九十九本目の生娘』（きゅうじゅうきゅうほんめのきむすめ）は、1959年（昭和34年）9月12日に新東宝が製作公開した日本映画。モノクロ、83分、新東宝スコープ。

## あらすじ
岩手県北上川上流の白山村。10年に1度行われる火づくり祭には秘密があった。それは祭の際、名刀・舞草太郎国永を鍛えるのに生娘の生き血を必要としていたのである。99回目の祭となる今回、警察署長の娘に白羽の矢が立ち、誘拐されてしまう。そして警官隊と村の住民による戦いが始まった。

## 解説
草深い山村に色濃く残る因習を背景に、警官隊大捜査網の活躍を描く探偵映画。「ハンサム・タワーズ」として新東宝が売り出した二枚目俳優菅原文太を主演に、「グラマーNO.1」女優三原葉子を助演に添えた異色活劇編である。また本作は、『Gメン'75』や『マジンガーZ』、『スーパー戦隊シリーズ』などのテレビ番組で知られる脚本家、高久進のデビュー作である。
公開当時、各劇場には本作の「宣伝ポイント」として、
- 「妖気漂う異色活劇編です。然し、単なる活劇的な売り方ではなく、観客の猟奇探偵趣味をも誘うように謳って頂きます。」
- 「九十九本目の妖刀にまつわる奇怪な事件、つまり娘の神隠し、生娘の生き血で刀剣の焼き入れをする舞草鍛冶の奇風、山奥深く無残に捨てられた女の白骨部、それに血の祭『火づくり様』等を、妖しい雰囲気で謳って頂き、これに警察官の必死の捜査ぶりを併せて売って頂きます。」
- ハンサム・タワーズの菅原、グラマーNO.1の三原の顔合わせを大きく売って頂きます。さらに矢代、松浦、沼田の競演に加えて芝田、国方、五月、九重、中村という興味ある異色キャストを売って下さい。」
- 「新鋭探偵作家大河内常平の原作を『海女の化け物屋敷』で怪奇映画の腕を認められた、俊英曲谷守平が監督した作品であることを謳って下さい。」

との説明文が配られた。「宣伝文案」のなかには、「注目の新星菅原文太颯爽登場!　猟奇渦巻く新東宝の異色活劇巨編!」との文言もあり、「ハンサム・タワーズ」のひとり菅原文太を強く推す内容となっている。
永らく封印作品扱いされていたが、2020年1月に日本映画専門チャンネルにてオンエアされた

## スタッフ
- 製作：大蔵貢
- 企画：島村達芳
- 原作：大河内常平『九十九本の妖刀』（探偵実話所載・講談社刊）
- 監督：曲谷守平
- 脚本：高久進、藤島二郎
- 撮影：岡戸嘉外
- 照明：小山正治
- 録音：村山絢二
- 美術：宇寿山武夫
- スチール：花沢正治
- 助監督：橋田寿久年
- 製作就任：川田信義
- 音楽：松村禎三、井内久

## キャスト
- 菅原文太 - 阿部政之
- 中村虎彦 - 及川忠太夫
- 矢代京子 - 及川加奈子
- 沼田曜一 - 弓削部宗晴
- 三原葉子 - 鈴木三恵子
- 水上恵子 - 津川花代
- 松浦浪路 - あざみ
- 五月藤江 - 老婆
- 芝田新 - 舞草族の長
- 国方伝 - 五郎丸
- 九重京司 - 高津秀隆
- 中西博樹 - 警察医・佐藤
- 松方信 - 副長
- 岡竜弘 - 鑑識主任・三田
- 倉橋宏明 - 捜査本部長・富岡
- 国創典 - 水沢所次長・殿村
- 石川冷 - 浜田刑事
- 山川朔太郎 - 奈良崎巡査
- 鈴木信二 - 藤倉
- 由木城太郎 - 今野
- 小森敏 - 源三
- 宇田勝哉 - 平作
- 万代裕子 - 及川の妻
- 藤川洋子 - 炭焼き女

## 映像ソフト化
- 1980年代に日本映像株式会社からビデオが発売された（品番：NH-001）。一部シーンや音声がカット処理されている[1]。
- その後ビデオは一切再発売されておらず、2019年までDVD・BD化等は行われていなかった。しかし、2020年9月2日に、ハピネットから『新東宝キネマノスタルジア』レーベル第1弾としてHDマスターでDVD化された。[2]
- 2004年3月20日発売のDVD-BOX「新東宝映画傑作選DVD LIMITED BOX～BIZARRE&GLAMOROUS COLLECTION～」の特典ディスクに、他の新東宝映画の予告編と共に本作の予告編も収録されている。